# 큰귀갈색박쥐속
큰귀갈색박쥐속(Histiotus)은 애기박쥐과에 속하는 박쥐 속의 하나이다. 남아메리카에서 발견된다.

## 하위 종
- 이상한큰귀갈색박쥐 또는 별난큰귀갈색박쥐 (H. alienus)
- 훔볼트큰귀갈색박쥐 (H. humboldti)
- 토마스큰귀갈색박쥐 (H. laephotis)
- 큰귀갈색박쥐 (H. macrotus)
- 남부큰귀갈색박쥐 (H. magellanicus)
- 작은큰귀갈색박쥐 (H. montanus)
- 열대큰귀갈색박쥐 (H. velatus)